# FC Mulhouse
Câu lạc bộ bóng đá de Mulhouse (phát âm [myluz]; thường được gọi là FCM hoặc đơn giản là Mulhouse) là một câu lạc bộ bóng đá Pháp có trụ sở tại Mulhouse. Câu lạc bộ được thành lập vào năm 1893. Mulhouse chơi các trận đấu tại nhà của mình tại Stade de l'Ill nằm trong thành phố.
Mulhouse được thành lập dưới tên Fussball-Club Mülhausen tại nơi mà sau đó là Mülhausen, Alsace-Lorraine ở Đức. Vị trí của câu lạc bộ phụ thuộc vào sự kiểm soát của khu vực Alsace giữa Pháp và Đức. Mulhouse đã chơi ở Pháp kể từ khi mua lại khu vực này sau Thế chiến II và là câu lạc bộ bóng đá lâu đời thứ hai ở Pháp sau Le Havre AC. Câu lạc bộ đã đạt được danh hiệu tối thiểu trong lịch sử đã dành phần lớn sự tồn tại của mình để chơi trong các bộ phận nghiệp dư của Pháp. Tuy nhiên, Mulhouse đã trải qua bảy mùa ở Ligue 1 và 27 mùa ở Ligue 2. Danh hiệu cao quý nhất của câu lạc bộ cho đến nay tại Pháp đã giành được Division d'Honneur vào năm 1928. Tại khu vực, Mulhouse đã giành được giải Alsace Division d'Honneur bảy lần. Trong thời gian câu lạc bộ ở Đức, nó đã giành được Gauliga Elsaß ba lần.
Mulhouse là một bàn đạp cho một số cầu thủ và huấn luyện viên bóng đá, nổi bật nhất là Arsène Wenger và Raymond Domenech. Wenger bắt đầu sự nghiệp chơi bóng của mình tại câu lạc bộ trước khi bước vào vai trò huấn luyện. Ông được biết đến với vai trò là huấn luện viên câu lạc bộ Anh Arsenal, nhưng trước đó, đã có những thành công tại Nancy, AS Monaco và Nagoya Grampus. Domenech cũng chơi cho Mulhouse và câu lạc bộ đóng vai trò quản lý đầu tiên của ông ấy. Sau đó, ông tiếp tục dẫn dắt đội tuyển quốc gia Pháp từ năm 2004-2010.

## Lịch sử
Câu lạc bộ bóng đá de Mulhouse được thành lập vào năm 1893 dưới tên Fussball Club Mülhausen bởi hai thanh niên người Anh theo học tại Trường hóa học Mulhouse ở Mülhausen, Alsace-Lorraine ở Đức. Các sinh viên đã giới thiệu môn thể thao này cho các sinh viên của họ và một câu lạc bộ sau đó đã được thành lập. Năm 1901, họ được tham gia bởi một nhóm các cầu thủ bóng đá được gọi là "Những chàng trai trẻ" đến từ Nhà thi đấu Oberrealschule. Đội bóng là thành viên của VSFV (tiếng Đức: Verband Süddeutscher Fussball Vereine hoặc Liên đoàn các câu lạc bộ bóng đá Nam Đức) vào năm 1904. Câu lạc bộ đã trải qua một cuộc khủng hoảng tài chính vào năm 1905, nhưng vẫn tồn tại để tiếp tục thi đấu.
Sau Thế chiến I, Pháp đã giành lại lãnh thổ Alsace từ Đức và FC Mülhausen trở thành một phần của giải đấu Division d'Honneur - Alsace với tư cách là FC Mulhouse nơi câu lạc bộ chiếm được chức vô địch năm 1921 và kết thúc với tư cách là á quân năm 1926. Mulhouse sau đó tập hợp một chuỗi năm danh hiệu liên tiếp từ 1928 đến 1932. Danh hiệu khu vực năm 1932 đã được trao cho một chiến thắng trong Coupe Sochaux, còn được gọi là Thử thách Peugeot, một trong những tiền thân của giải vô địch quốc gia lần đầu tiên được tổ chức vào mùa giải tiếp theo.
Sau khi tái tổ chức bóng đá Pháp thành một hệ thống quốc gia, FCM đã chơi một mùa duy nhất ở giải hạng nhất / bảng A trước khi bị xuống hạng. Họ đã trở lại giải đấu hàng đầu vào năm 1934 cho đến khi một lần nữa bị xuống hạng vào năm 1937. 

Logo lịch sử của FC Mulhausen.

Với sự khởi đầu của Thế chiến II và tái chiếm Alsace bởi Đức FCM đã trở lại thi đấu bóng đá Đức trong giải hạng nhất khu vực Gauliga Elsaß năm 1941. Họ nhanh chóng trở thành đội thống trị ở đó khi giành được các danh hiệu vào năm 1941, 1943 và 1944, nhưng không thể theo kịp bất kỳ thành công nào trong các vòng playoff giải vô địch quốc gia Đức, bị loại ngay từ vòng đầu mỗi lần. Khi thi đấu ở Gauliga, giải đã bị đình chỉ một phần trong suốt mùa giải 1944 1945 khi quân đội Đồng minh tiến vào Đức.
Sau chiến tranh, FCM một lần nữa trở lại với bóng đá Pháp để chơi một mùa giải duy nhất trong giải hạng hai trước khi trượt xuốngcấp độ nghiệp dư, nơi họ sẽ duy trì cho đến năm 1970. Câu lạc bộ đã vật lộn qua sáu mùa giải trong giải hạng hai trong suốt thập kỷ. Tuy nhiên, hiệu suất của họ đã được cải thiện trong thập niên 80 và Mulhouse trở thành một câu lạc bộ hạng hai vững chắc, kiếm được một cơ hội trong mùa giả trong sân chơi cao nhất trong năm 1982. Trong những năm đầu thập niên 90, câu lạc bộ đã chơi với tên FC Mulhouse Sud-Alsace và tiếp tục thi đấu giải hạng hai cho đến khi xuống hạng vào năm 1998. Một cuộc khủng hoảng tài chính theo sau và câu lạc bộ đã bị phá sản vào năm 1999, sau đó được tổ chức lại như một đội bóng nghiệp dư vào mùa giải tiếp theo. Năm 2005, câu lạc bộ đã được thăng cấp từ CFA 2 (V) lên CFA (Championnat de France), hạng đấu nghiệp dư cao nhất của đất nước.

## sân vận động
Từ năm 1979, FC Mulhouse đã thi đấu các trận tại sân nhà của mình tại Stade de l'Ill. Từ năm 1906 đến khi kết thúc Thế chiến I, đội đã chơi trong Stade Vélodrome và, sau chiến tranh, trong Stade de Bourtzwiller.

## Đội hình hiện tại
Kể từ ngày 26 tháng 2 năm 2019 
| No. |         | Position | Player            |
| --- | ------- | -------- | ----------------- |
|     | Senegal | GK       | Issa Ndoye        |
|     | France  | GK       | Enzo Bonaso       |
|     | France  | DF       | Dorian Dugon      |
|     | France  | DF       | Samir Kecha       |
|     | Senegal | DF       | Mouhameth Sané    |
|     | Senegal | DF       | Assane Diouf      |
|     | France  | DF       | Clément Kowalczuk |
|     | Spain   | DF       | Enriq Maureta     |
|     | France  | DF       | Edgar Delbos      |
|     | France  | DF       | Mickaël Claudel   |
|     | France  | MF       | Medhi Bouhabila   |
|     | France  | MF       | Malik M'Tir       |

| No. |               | Position | Player            |
| --- | ------------- | -------- | ----------------- |
|     | France        | MF       | Adam Shaiek       |
|     | France        | MF       | Hermann Baka      |
|     | France        | MF       | Imad El Moussaid  |
|     | Cameroon      | MF       | Franck Essomba    |
|     | France        | MF       | Nassim Titebah    |
|     | France        | MF       | José Nsongo       |
|     | France        | FW       | Reda Taqtak       |
|     | France        | FW       | Idrissa Soumah    |
|     | France        | FW       | Mahamadou Diawara |
|     | Niger         | FW       | Sidibé Modibo     |
|     | France        | FW       | Tiago Teixeira    |
|     | United States | FW       | Ashkanov Apollon  |

## Cầu thủ đáng chú ý
Có các cầu thủ khoác áo đội tuyển quốc gia được liệt kê in đậm đại diện cho quốc gia của họ khi chơi cho Mulhouse. 
France
- Arsène Wenger
- Raymond Domenech
- Jean-Marc Guillou
- Jean-Noël Huck
- Marc Keller
- Lucien Laurent
- Stéphane Paille
- Pierre Pleimelding
- André Rey
- Didier Six
- Yannick Stopyra
- Jean-Pierre Tempet
- Roland Wagner

Argentina
- Néstor Subiat

Algeria
- Malek Aït-Alia
- Salah Assad
- Ali Bouafia

Australia
- Eddie Krncevic

Austria
- Karl Gall
- Franz Weselik

Belgium
- Dominique Lemoine

Benin
- Daniel Gbaguidi

Bulgaria
- Georgi Georgiev
- Borislav Mikhailov

Congo
- Jean-Vivien Bantsimba

Congo DR
- Zico Tumba

Denmark
- John Eriksen

Gabon
- Guy Roger Nzamba
- Landry Poulangoye

Germany
- Manfred Kaltz
- Willibald Kreß

Ghana
- Abédi Pelé

Guinea
- Bobo Baldé
- Morlaye Cissé

Luxembourg
- Edy Dublin

Morocco
- Gharib Amzine
- Mourad Bounoua

Netherlands
- Kees Kist

Norway
- Terje Kojedal
- Arve Seland

Switzerland
- Nestor Subiat

Togo
- Tagba Mini Balogou

Yugoslavia
- Zoran Bojović
- Saša Kovačević
- Blaž Slišković
- Nenad Stojković

## Huấn luyện viên
- Ferdinand Swatosch:1932–1933
- Franz Platko:1933
- Rudolf Hanak:1933–1934
- Franz Weselik:1934–1935
- Fritz Kerr:1935–1936
- Emile Grienenberger:1939–1945
- Joseph Remay:1945–1946
- Lucien Perpère:1945–1946
- Aimé Nuic:1951–1952
- Mohammed Azzouz:1952–1954
- Pierre Ranzoni:1954–1955
- Georges Boulogne:1955
- Albertus De Harder:1962–1964
- Lucien Mille:1964–1965
- Marian Borkowski:1966–1967
- Léon Deladerrière:1967–1973
- Pierre Alonso:1973–1974
- Marcel Schloetter:1974–1976
- Roland Merschel:1976–1980
- Eugène Battmann: 1980–1981
- Jean-Marc Guillou:1981–1982
- Eugène Battmann: 1982–1983
- Gérard Banide:1983–1984
- Raymond Domenech:1984–1988
- Didier Notheaux:1988–1990
- Robert Dewilder:1990–1992
- Bernard Genghini:1992–1995
- Christian Sarramagna:1995 – November 1996
- Gilles Bourges: November 1996 – April 1998
- Lamine N'Diaye: April–December 1998
- Eugène Battmann: December 1998 – 1999
- Bruno Scipion: 1999–2001
- Damien Ott: 2001–2002
- Jacky Lemée: 2002–2003
- Jean-Paul Pfertzel: 2003
- Maurice Danelon: 2003–2004
- Damien Ott: 2004–2008[2]
- Albert Falette:2008–2010[3]
- Laurent Croci:2010–2013[4]
- Gharib Amzine:2013–2015[5]
- Hakim Aibeche: 2015–2016[6]
- Franck Priou:2016 - January 2017[7]
- Noël Tosi: January 2017 – June 2017[8]
- Carlos Inarejos: June 2017–2018[9]
- Eric Descombes: 2018[10]